# Klingenberg (Familienname)
Klingenberg ist ein deutscher Familienname.

## Herkunft und Bedeutung
Klingenberg ist ein Herkunfts- bzw. Wohnstättenname für Personen, die entweder aus einer Ortschaft Klingenberg stammen oder an einem Klingenberg wohnen.

## Namensträger
- Alfred Klingenberg (Musiker) (1867–1944), norwegischer Pianist
- Alfred Klingenberg (Architekt), deutscher Architekt
- Andreas Klingenberg (* 1978), deutscher Althistoriker
- Axel Klingenberg (Schauspieler) (* 1940), deutscher Schauspieler
- Axel Klingenberg (Autor) (* 1968), deutscher Schriftsteller
- Detlef Jessen-Klingenberg (* 1970), deutscher Architekturhistoriker
- Dirk Klingenberg (* 1969), deutscher Wasserballspieler
- Emma Klingenberg (* 1992), dänische Orientierungsläuferin
- Ernst Klingenberg (1830–1918), deutscher Architekt
- Fritz Klingenberg (1912–1945), deutscher SS-Obergruppenführer, Kommandeur der 17. SS-Panzergrenadier-Division „Götz von Berlichingen“
- Georg Klingenberg (1870–1925), deutscher Elektrotechniker und Ingenieur
- Georg Klingenberg (Jurist) (1942–2016), österreichischer Rechtswissenschaftler
- Gerhard Klingenberg (1929–2024), österreichischer Schauspieler, Regisseur und Intendant
- Goswin Klingenberg († 1416), deutscher Politiker, Bürgermeister von Lübeck
- Heinrich Klingenberg (1868–1935), deutscher Maler
- Heinrich Klingenberg (Maler) (1868–1935), deutscher Maler
- Heinrich II. von Klingenberg (um 1240–1306), Fürstbischof von Konstanz und Pfleger des Klosters Reichenau
- Heinrich von Klingenberg (Probst) (gestorben 1279), Dompropst in Konstanz; Vermittler bei Fehden
- Heinrich August Klingenberg (Heinz Klingenberg genannt Westerhaus; Heinz August Klingenberg; Heinz Westerhaus; 1905–1959), deutscher Schauspieler, siehe Heinz Klingenberg (Schauspieler)
- Heinz Klingenberg (Schauspieler) (1905–1959), deutscher Schauspieler
- Heinz Klingenberg (Mediävist) (1934–2018), deutscher Mediävist
- Henrik Klingenberg (* 1978), finnischer Musiker
- Hermann Klingenberg (1908–1982), deutscher Politiker (SPD)
- Johann Klingenberg († 1356), deutscher Politiker, Ratsherr in Lübeck
- Johann Klingenberg († 1371), deutscher Politiker, Ratsherr in Lübeck
- Johann Klingenberg († 1454), deutscher Politiker und Diplomat, Bürgermeister von Lübeck
- Johannes Klingenberg Sejersted (1761–1823), norwegischer Offizier
- Johannes Benedictus Klingenberg (1817–1882), norwegischer Offizier und Ingenieur
- Kirsten Klingenberg (* 1968), deutsche Rechtsanwältin
- Konrad von Klingenberg (Konrad IV. von Klingenberg; † 1340), deutscher Geistlicher, Bischof von Brixen
- Ludwig Klingenberg (1840–1924), deutscher Architekt
- Manfred Jessen-Klingenberg (1933–2009), deutscher Historiker und Geschichtsdidaktiker
- Martin Klingenberg (Musiker) († vermutlich 1688), deutscher Kantor
- Martin Klingenberg (Biochemiker) (* 1928), deutscher Biochemiker
- Meghan Klingenberg (* 1988), US-amerikanische Fußballspielerin
- Odd Klingenberg (1871–1944), norwegischer Rechtsanwalt und Politiker
- Olaf Klingenberg (1886–1968), norwegischer Rechtsanwalt und Politiker
- Paul von Klingenberg (1615–1690), deutscher Postbeamter in Dänemark
- Paul von Klingenberg (der Jüngere) (1659–1723), dänischer Gutsbesitzer und Jurist
- Philipp Reinhard von Klingenberg (1720–1762), deutscher Offizier
- Sverre Klingenberg (1882–1958), norwegischer Ingenieur und Politiker
- Sverre Olafsson Klingenberg (1844–1913), norwegischer Rechtsanwalt und Politiker
- Thea Klingenberg (* 1983), norwegische Journalistin
- Walter Klingenberg (1881–1963), deutscher Architekt
- Wedekin Klingenberg († 1350), deutscher Politiker, Ratsherr in Lübeck
- Wichmann von Klingenberg (1668–1750), General der Kavallerie und Gouverneur
- Wilhelm Klingenberg (Druckereibesitzer), deutscher Druckereibesitzer (Gebr. Klingenberg) und Abgeordneter
- Wilhelm Klingenberg (Architekt) (1850–1910), deutscher Architekt und Stadtbaumeister
- Wilhelm Klingenberg (Bauingenieur) (1899–1981), deutscher Bauingenieur
- Wilhelm Klingenberg (Mathematiker) (1924–2010), deutscher Mathematiker